# Persiba Balikpapan
Maillots
Le Persiba Balikpapan est un club indonésien de football basé à Balikpapan.